# Mario Bucci
Mario Bucci (Foggia, 28 agosto 1903 – Firenze, 1970) è stato un pittore italiano.

## Biografia
Le informazioni attorno alla sua formazione e alla sua crescita professionale sono del tutto assenti, ma sembra che sia stato un autodidatta. Nella sua carriera espose a Firenze, Arezzo, Roma, Milano, Messina. Le sue opere presero parte ad esposizioni all'estero e alle principali mostre italiane come la Biennale di Venezia nel 1936 e nel 1940 e la Quadriennale di Roma. I suoi quadri sono stati acquistati da noti collezionisti oltre che dalla Galleria degli Uffizi, dalla Galleria d'arte moderna di Firenze e da quella di Latina.
Nel 1954 si impose nel Concorso internazionale delle Fonderie in Firenze, vincendo il primo premio. Tra i macchiaioli esposti al MAON - Museo d'arte dell'Otto e Novecento figura anche Bucci.

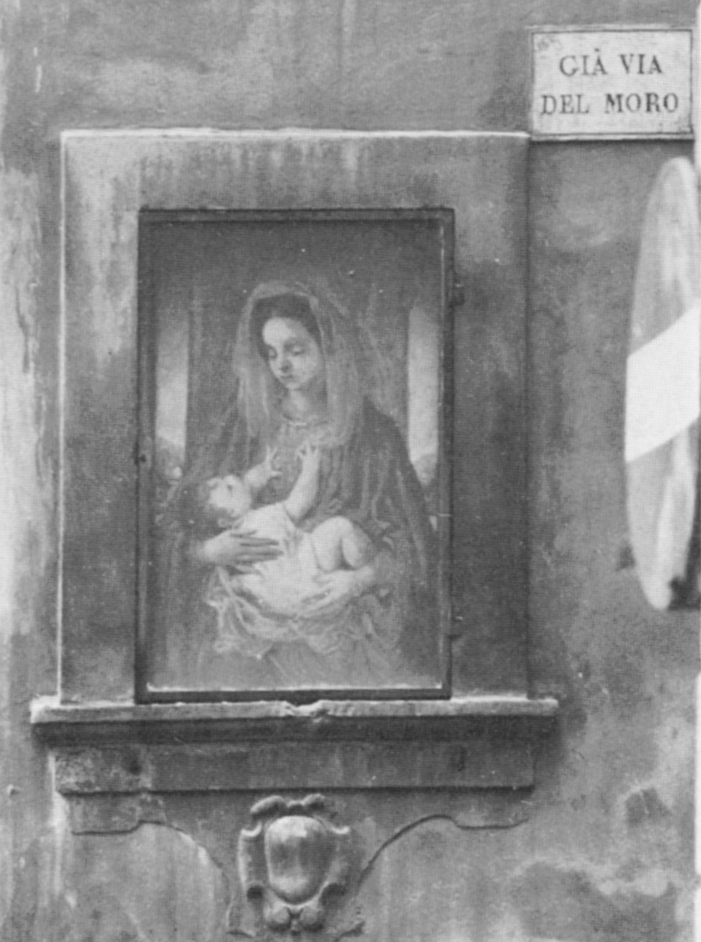
Tabernacolo di Mario Bucci in Via del Castello d'Altafronte nel 1960

Si ha notizia di un tabernacolo, raffigurante una Madonna, in Via del Castello d'Altafronte, nel centro di Firenze, realizzato in data sconosciuta dal Bucci, che, per motivi ignoti, fu dapprima fatto "riempire" dal "Comitato per l'estetica cittadina" nel 1960, e, in seguito al danneggiamento dovuto all'alluvione di Firenze del 4 novembre 1966, fu rimosso. Nel 2001 venne sostituito con un'altra pittura ad opera di Grazia Tomberli raffigurante una Madonna del Giaggiolo.